# Чорний потік (притока Свічі)
Чорний потік — гірська річка в Україні у Калуському районі Івано-Франківської області. Права притока річки Свіча (басейн Дністра).

## Опис
Довжина річки 7 км, найкоротша відстань між витоком і гирлом — 5,86  км, коефіцієнт звивистості річки — 1,19 . Формується багатьма безіменними струмками.

## Розташування
Бере початок на північних схилах гори Негрин (1185,3 м) у мішаному лісі. Тече переважно на північний схід поміж горами Няґра (974,9 м) та Здигунова (656,6 м) та через села Підліски, Ангелівку і на південно-західній околиці села Максимівки впадає у річку Свічу, праву притоку річки Дністра.

## Цікаві факти
- Навколо річки існують туристичні маршрути[5].